# Wedelia latifolia
Wedelia latifolia là một loài thực vật có hoa trong họ Cúc. Loài này được Augustin Pyramus de Candolle miêu tả khoa học đầu tiên năm 1836.